# Ширли, Роберт

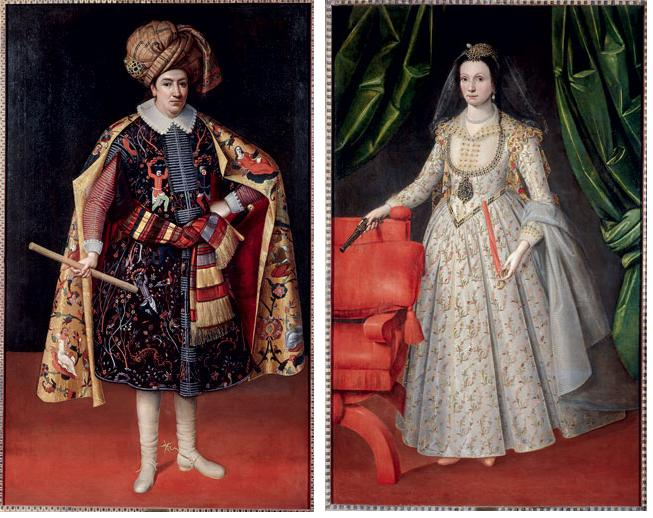
Роберт Ширли и его жена Тереза Сапсония в традиционной сефевидской одежде. После того, как Ширли вернулся в Европу от Сефевидов, он популяризировал традиционную восточную одежду на западе и одновременно пытался создать синтез обеих культур. Примером такого синтеза являются карманные часы и пистолет, которых нет в восточной культуре.

Сэр Роберт Ширли (англ. Sir Robert Shirley; 1581, Англия — 13 [23] июля 1628, Казвин) — путешественник и искатель приключений, родом из Англии. Во время правления персидского шаха Аббаса он проделал важную работу по модернизации армии Сефевидов. Ширли, приехавший в Иран по просьбе шаха Аббаса, получил задание обновить армию и флот. В результате проделанной работы была создана армия, способная составить конкуренцию армии Османской империи, основному противнику Сефевидов.

## Биография
Роберт Ширли родился в 1581 году в семье Томаса Ширли (отец), жившего в деревне Уистон, Северный Суссекс. Помимо своих старших братьев, Томаса Ширли и Энтони Ширли, у него было шестеро братьев и сестер.

### Деятельность

#### Прибытие в государство Сефевидов
Путешественник был приглашен в империю в 1598 году для дальнейшей модернизации армии империи Сефевидов и эффективной борьбы с существующими врагами. Роберт Ширли отправился в империю Сефевидов со своим старшим братом Энтони Ширли, а когда Энтони покинул империю, Роберт остался с 14 английскими офицерами. В феврале 1607 года Роберт Ширли женился на Терезе Сампсонии, дочери местного христианско-черкесского дворянина. После крещения кармелитами она взяла имя Сапсония Тереза. Тереза Сапсония чаще упоминается в западных источниках как леди Тереза Сапсония Ширли.

#### В Европе
В 1608 году шах Аббас отправил Роберта Ширли в Европу для заключения союза против Османской империи. Главной целью было привлечь английского короля Якова I и других влиятельных правителей к задуманному союзу против Османской империи. Одной из основных задач, поставленных перед братьями Ширли, кроме привлечения иностранных союзников к сотрудничеству, было поднять империю Сефевидов до уровня европейских армий по численности армии и флота. После реформ Роберта Ширли армия Сефевидов была сильно модернизирована, и в 1618 году Сефевиды выиграли сефевидско-османскую войну.
Следующую поездку Ширли совершил в Речь Посполитую к королю Сигизмунду III. В том же году он уехал в Германию и получил там титул пфальцграфа. Путешественник также был удостоен многих других важных титулов и званий в Европе. Примерами этого являются титул рыцаря, данный ему императором Священной Римской империи Рудольфом II, и титул графа, данный ему Папой Павлом V.
В продолжение своего европейского путешествия он прибыл во Флоренцию, а оттуда отправился в Рим. В воскресенье 27 сентября 1609 года он вошел в город с делегацией из 18 человек. Следующей остановкой путешественника стали города Милан и Генуя. После итальянских городов известно, что он прибыл в Барселону в декабре 1609 года. Он оставался в Испании, в Мадриде, до лета 1611 года.
Ширли вернулся в Сефевидское государство в 1613 году далее вернулся в Европу только через два года.

#### Последняя поездка в государство Сефевидов и смерть
Третий визит путешественника в Сефевидское государство состоялся в 1627 году вместе с Додмором Коттоном, первым послом, назначенным королем Англии к Сефевидам. Вскоре после своего третьего визита он умер 13 июля 1628 года недалеко от города Казвин. Тело Роберта Ширли сначала было погребено недалеко от Казвина, но в 1658 году усилиями его жены Терезы Сапсонии оно было отправлено в Рим и захоронено в церкви Санта-Мария-делла-Скала. Сама Тереза Сапсония скончалась в 1668 году.